# Schloss Eichicht

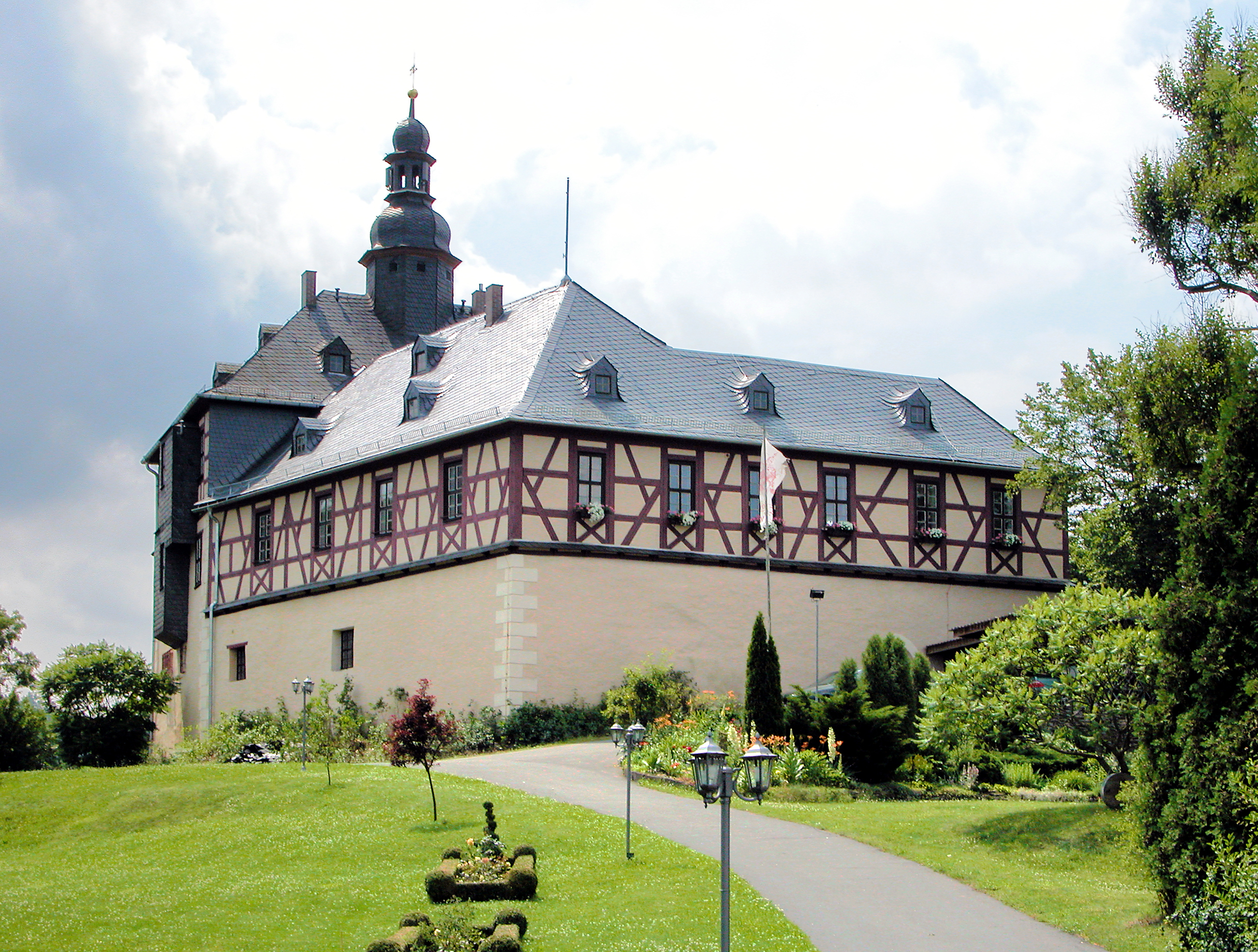

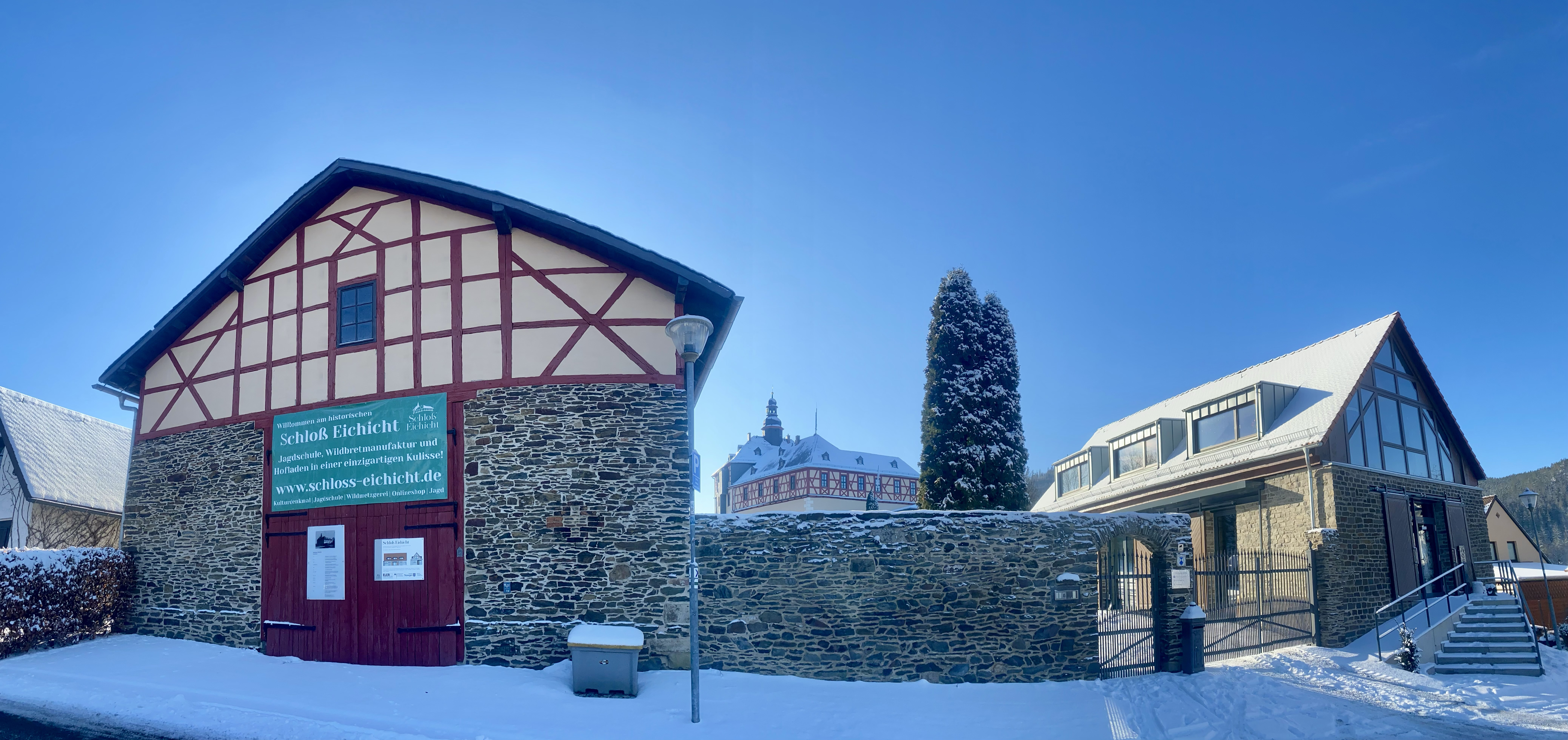
Schloss Eichicht mit Vorburg aus dem Dorfe kommend

Das Schloss Eichicht ist eine Schlossanlage mit der Adresse Schlossstraße 1 im Ortsteil Eichicht der Gemeinde Kaulsdorf im Landkreis Saalfeld-Rudolstadt in Thüringen. Sie geht auf eine mittelalterliche Burganlage zurück, die zum Schutz der Saaleübergänge und der vorbeiführenden Straße errichtet worden war.

## Lage
Das Schloss mit Vorburg liegt auf 275 Meter Höhe über NN über dem Ortsteil Eichicht auf einem steil abfallenden Bergsporn unmittelbar über der Einmündung der Loquitz in die Saale. Als Wahrzeichen des Ortes haben die einstige Burg und das spätere Schloss dessen Entwicklung maßgeblich geprägt.

## Geschichte
1331 wurden erstmals die Erbauer der Höhenburg, die Herren von Eichhicht, erwähnt. Die Burg fand erst 1383 als Sitz eines Holbach zu Eichicht erstmals urkundlich Erwähnung. Für das Jahr 1464 ist eine Burgkapelle schriftlich überliefert. Wann die Burg in den Besitz der Familie von Beulwitz, eines thüringischen Adelsgeschlechts, kam, ist nicht bekannt. Vermutlich wurde die Burg im Dreißigjährigen Krieg zerstört.
1696 fand ein groß angelegter Neu- und Umbau zum Schloss statt, auf den eine Jahreszahl in einem Kamin hinweist.  1873 wurde es als verfallen beschrieben. Nach Leerstand wurde die Anlage von 1920 bis 1923 nach Planungen von Bodo Ebhardt durch die Familie Reisner wiederhergestellt.
Ab 1945 wurde das Schloss nach Enteignung der Besitzer Volkseigentum und diente erst als Altersheim, dann von 1948 bis 1963 als Kindererholungsheim und von 1963 bis 1990 als Lehrlingswohnheim der Deutschen Reichsbahn. 1978 bis 1984 fanden diverse Sanierungsarbeiten mit Dachreparatur, neuen Fenstern und Turmreparatur statt.
Ab dem Jahr der Wiedervereinigung Deutschlands von 1989 bis 2000 stand das Schloss leer und geriet wieder in schlechten Zustand. In den Jahren 2000 bis 2015 wurde das Schloss von Burkhard Berndt und Constanze Dölz bewohnt und als Feriendomizil angeboten. Im Jahr 2015 erwarb Max Buchholz Schloss Eichicht und bewohnt es bis heute. Von 2015 bis 2019 fanden in mehreren Bauabschnitten erhebliche Renovierungs- und Sanierungsarbeiten statt, diese in enger Abstimmung mit dem Thüringischen Landesamt für Denkmalpflege und Archäologie. Im Jahr 2020 wurde die Schloß Eichicht GmbH & Co. KG gegründet, um wirtschaftliche Betriebe rund um Schloss Eichicht aufzubauen, damit zukünftige Überschüsse aus den Betrieben das Kulturdenkmal mit erhalten können. 2020 bis Ende 2022 wurde die rechte historische Vorburg (Scheune) denkmalgerecht im Denkmalensembleschutz wiederaufgebaut, damit eine wirtschaftliche Nutzung etabliert werden konnte. Grundlage des Wiederaufbaus war eine Bleistiftzeichnung des Berliner Architekten Bodo Ebhardt. Dieser Wiederaufbau war in der Auswahl für den Architekturpreis der Architektenkammer Thüringen im Jahr 2024. 
Das Schloss erfährt heute eine umfangreiche Nutzung als Einzelkulturdenkmal, besitzt Ferienappartements für naturbegeisterte Touristen, hat eine Jagdschule mit Übernachtungsmöglichkeiten und dient als Eventlocation. Schloss Eichicht gilt als Wahrzeichen von Eichicht und prägt maßgeblich die Erkennbarkeit der Ortschaft. 

## Anlage

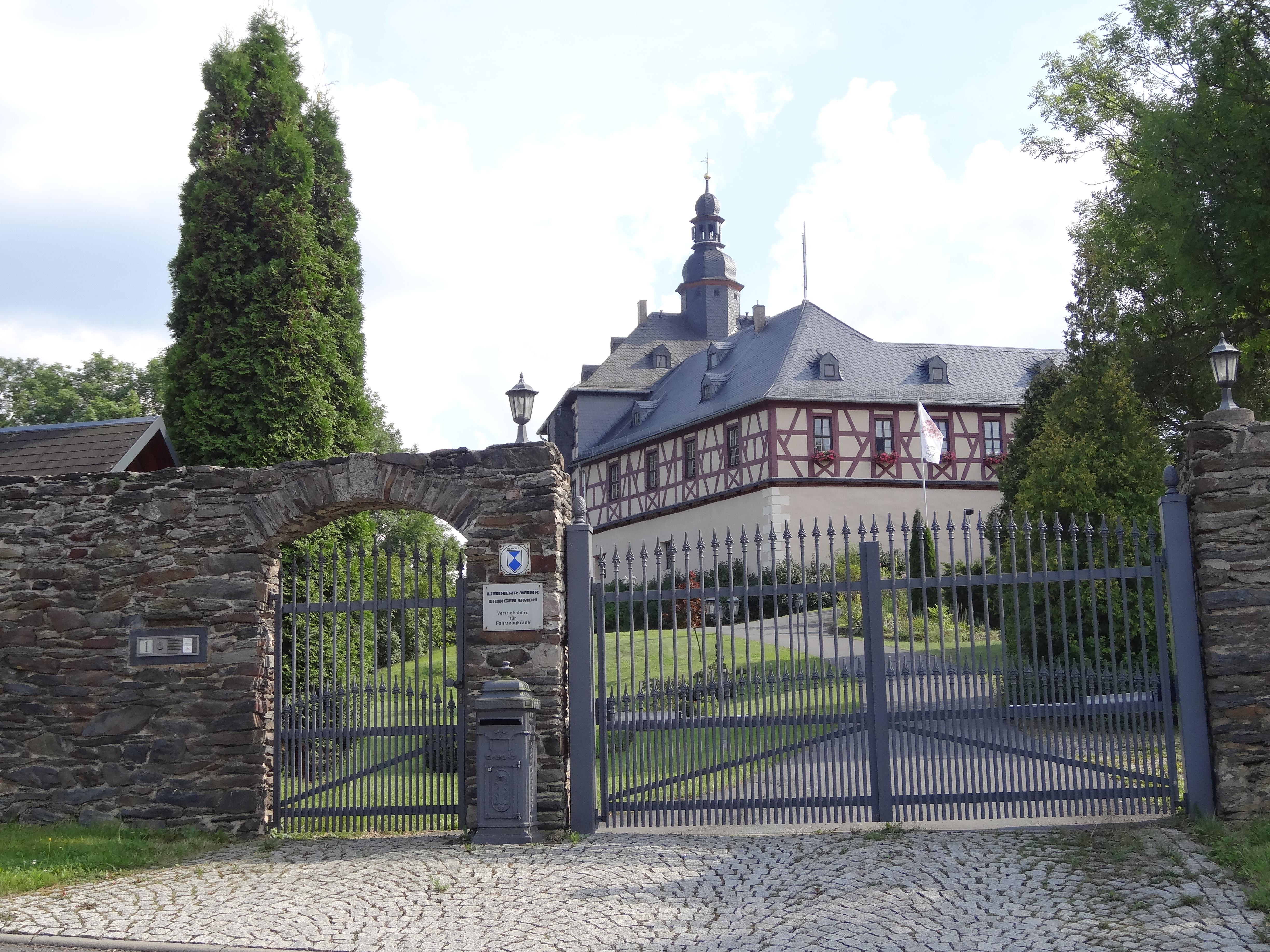
Blick vom Torbereich und Ringmauer

Die ursprüngliche Burg war eine dreiflügelige, geschlossene Anlage um einen kleinen Innenhof (Kernburg). Auf einem massiven Unterbau erhoben sich die Obergeschosse in Sichtfachwerk. Die Anlage besaß eine Burgkapelle und eine Vorburg, die aus zwei Häusern beidseitig des Schlossgartens bestand. Außerdem gehörten eine Scheune, ein Teich und ein sehr kleines Wohnhaus dazu.